# أنتونيو راغوسا
أنتونيو راغوسا (بالإيطالية: Antonino Ragusa)‏ (27 مارس 1990 بمسينة في إيطاليا - ) هو لاعب كرة قدم إيطالي في مركز الهجوم. شارك مع منتخب إيطاليا تحت 21 سنة لكرة القدم. أما مع النوادي، فقد لعب مع نادي بيسكارا ونادي ترنانا ونادي تريفيزو ونادي تشيزينا ونادي جنوى ونادي ريجينا ونادي ساليرنيتانا ونادي فيتشينزا.

## روابط خارجية
- أنتونيو راغوسا على موقع الاتحاد الأوربي (الإنجليزية)
- أنتونيو راغوسا على موقع قاعدة بيانات كرة القدم.إي يو (الإنجليزية)
- أنتونيو راغوسا على موقع Soccerway.com (الإنجليزية)
- أنتونيو راغوسا على موقع عالم كرة القدم.نت (الإنجليزية)
- أنتونيو راغوسا على موقع AS.com (الإسبانية)